# Stefanos Kapino
Stefanos Kapino (grekiska: Στέφανος Καπίνο), född 18 mars 1994 i Pireus, är en grekisk fotbollsmålvakt som spelar för Arminia Bielefeld och Greklands herrlandslag i fotboll.

## Karriär

### Klubblag
Som 13-åring skrev Kapino 2011 på ett proffskontrakt för Panathinaikos FC, där han spelade i flera ungdomsmatcher men misslyckades med att slå sig in i A-laget. Två år senare såldes han till den tyska klubben 1. FSV Mainz 05, där han kom att starta två matcher. I juli 2015 värvades han av grekiska Olympiakos.

### Landslag
Kapino debuterade för Greklands U17-landslag som 15-åring, vilket gjorde honom till den yngsta spelaren i det landslaget någonsin. Han blev även den yngsta spelaren i A-landslaget när han 17 år och 241 dagar gammal debuterade i en match mot Rumänien den 15 november 2011.